# Pic Humboldt (Venezuela)
ne pas confondre avec le sommet de Nouvelle-Calédonie, le mont Humboldt
Pour les articles homonymes, voir Pic Humboldt.
Le pic Humboldt (pico Humboldt en espagnol) est le deuxième plus haut sommet du Venezuela, avec une altitude de 4 940 mètres. Il est situé dans la sierra Nevada de Mérida, dans les Andes vénézuéliennes (État de Mérida).

## Géographie
Le sommet est entouré de páramos (plateaux élevés à sol pauvre) protégés dans le parc national Sierra Nevada. Son sommet est entouré par les deux plus importants glaciers du pays (les trois seuls autres sont sur le pico Bolívar). Les glaciers du pic Humboldt (comme la plupart des glaciers dans les zones tropicales) ont subi de fortes récessions depuis les années 1970 et on prévoit qu'ils auront complètement fondu dans quelques décennies.
En 2024, le Venezuela est considéré officiellement comme le premier pays du monde ayant perdu tous ses glaciers : le dernier, celui de la Corona, à 4 940 mètres d’altitude, sur le pic Humboldt, semble mort et voué à disparaître dans les cinq ans,,.